# 異戊二烯
異戊二烯（isoprene），IUPAC名称2-甲基-1,3-丁二烯（2-methyl-1,3-butadiene），是一種共軛二烯烃，属五碳化合物，分子式为C5H8。異戊二烯存在于某些生化上重要化合物的结构中，如泛醌、维生素A和维生素K。其衍生物萜类化合物，就是以分子中含有的异戊二烯单元个数分类的。由一个异戊二烯单元组成的萜称为半萜，两个单元组成的称为单萜，依此类推。萜类化合物是古菌細胞壁的組成部分。

## 性質
異戊二烯本身是為不溶於水的無色液體，但能與乙醇、乙醚、丙酮和苯等溶劑混溶。且易自身聚合，也易與別的不飽和化合物共聚合。若在齐格勒-納塔催化劑下聚合，則會產生聚異戊二烯，也就是我們說的天然橡膠。具有優秀的彈性、張力等。少量異戊二烯與異丁烯共聚，會產生丁基橡膠。

## 污染爭議
有一些植物中的萜烯會產生成異戊二烯。所謂的異戊二烯和單一芬多精大多都是由樹木所產生。屬於揮發性有機物(VOC)，且具有一定的抗氧化、殺菌並維護樹木本身的健康，一天當中，又以中午時段排放量較大。一般我們所知道的甲醛、三氯乙烯、甲苯、乙苯等都屬於揮發性有機物，而植物所排放的芬多精其實也都是有機化合物。前提是，異戊二烯必須要在光合作用下產生，當氣溫達35℃以上，樹木就會釋放出大量的異戊二烯和一種單一芬多精，同時也促進臭氧的產生。當環境中異戊二烯排放量增加到兩倍時，臭氧平均濃度增加4ppb。
然而，事實上已有證據顯示，相互作用後，產生臭氧，會形成空氣污染。但對人體有益或有害尚且未得到科學證實。

## 工業用途
在常見的工業上，會經由異戊烷或者甲基丁烯催化去氫來生產、也會從輕油裂化生產乙烯所得的副產物中取出、以及用丙烯合成。丙烯在三烷基鋁下二聚，所產生的2-甲基-1-戊烯在酸性催化劑下異構化為2-甲基-2-戊烯，分解成異戊二烯和甲烷。